# Pogoanele
Pogoanele è una città della Romania di 7 744 abitanti, ubicata nel distretto di Buzău, nella regione storica della Muntenia.
Fa parte dell'area amministrativa anche la località di Căldărăşti.
Pogoanele ha dato i natali al pedagogista Ion A. Rădulescu-Pogoneanu (1870-1945).